# TOI-2180 b
TOI-2180 b är en planet som upptäcktes år 2022. Det är en gasjätte vars massa motsvarar 2,755 gånger Jupiters. Planeten befinner sig på ett avstånd av 381 ljusår från jorden och kretsar kring en stjärna av typen G. Omloppstiden är 260,8 dagar. TOI-2180 b ligger 0,828 astronomiska enheter från sin stjärna.